# アナスタシヤ・アレクサンドロヴナ
アナスタシヤ・アレクサンドロヴナ（ロシア語: Анастасия Александровна、13世紀）は、ベルズ公アレクサンドルの娘である。
1247年、マゾフシェ公ボレスワフと結婚した。これはボレスワフにとっては２度めの結婚であった。しかし結婚の翌年の春にボレスワフは死亡し、両者の間に子は生まれなかった。ボレスワフの死後はハンガリー王国のマグナート、アバ・デメテル（Demeter Aba(ru)）と再婚した。また、この結婚はデメテルにとっても2度めの結婚であった。両者の間には少なくとも1人の息子（名はペーテル）が生まれている。